# تمساح خوبي
تمساح خوبي (الاسم العلمي:†Hupehsuchus) هو جنس من الزواحف يتبع فصيلة تماسيح خوبي من رتبة تماسيح خوبي وأشباهها.